# Le Révolté (journal)
Pour les articles homonymes, voir Le Révolté.

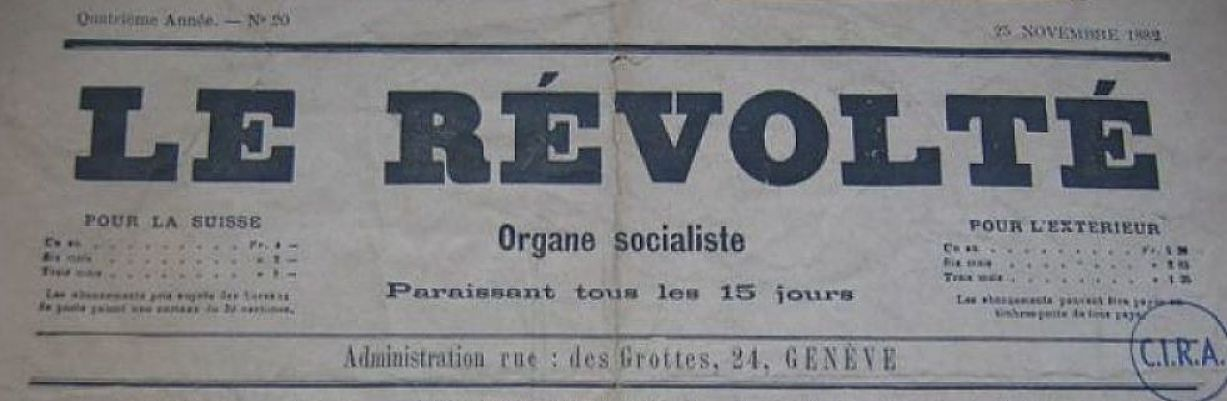
Le Révolté, no 80 du 20 novembre 1882.

Le Révolté est un journal communiste libertaire fondé à Genève le 22 février 1879 par Pierre Kropotkine, François Dumartheray, Varlam Tcherkezichvili, Georges Herzig,, aidé par Élisée Reclus et Jean Grave qui prend la direction du journal à partir de 1883,,.
Le journal déménage à Paris en 1885 et change de nom pour devenir La Révolte, en 1887. Le titre disparait en 1894.
Sous ses différentes déclinaisons, il est considéré comme « le principal journal anarchiste français » pour la période concernée.

## Éléments historiques

### Première époque:Le Révolté(1879-1885)
En 1879, Pierre Kropotkine fonde, avec notamment, Élisée Reclus, François Dumartheray et Georges Herzig, le journal Le Révolté dont ils confient la direction, en 1883, à Jean Grave,,,.
Publié à Genève, le journal est d'abord sous-titré « organe socialiste », puis « organe anarchiste » et enfin « organe communiste-anarchiste ».
Des contributeurs notoires interviennent dans les colonnes du journal, tels Paul Brousse ou Errico Malatesta.
Son premier tirage est de 1500 exemplaires et monte à 3000 dès la fin de 1883. Des organisations anarchistes l'utilisent alors pour revendiquer certaines de leurs actions, comme la Bande noire, groupe anarchiste insurrectionnel commettant des attentats dans la région de Montceau-les-Mines, signant leurs actions du nom de L’affamé, la dynamite, le revolver à la main, la suppression des bourgeois.

### Deuxième époque:Le Révolté(1885-1887)
Le journal déménage à Paris le 12 avril 1885.
Sa parution est alors bimensuelle et ne deviendra hebdomadaire qu'à partir du 15 mai 1886.

### Troisième époque:La Révolte(1887-1894)

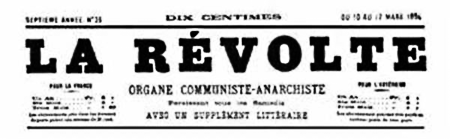
La Révolte (vers 1892).

Condamné le 3 septembre 1887 pour avoir organisé une loterie non autorisée, le journal change de nom pour échapper à l'amende et devient, le 17 septembre 1887, La Révolte,.
Pour l'historien Gaetano Manfredonia, il s'agit du « principal périodique libertaire des années 1880 ».
La Révolte publie un Supplément littéraire de 1887 à 1894.
Le titre disparait le 10 mars 1894.
Jean Grave poursuit son activité éditoriale avec Les Temps nouveaux, fondé en 1895.

### Maisons d'éditions
En plus de la publications des journaux, pendant ces trois époques, ces titres ont publié plusieurs dizaines d'ouvrages sous les intitulés « Éditions du Révolté » (Genève puis Paris) et « Éditions de La Révolte » (Paris).

## Le Révolté - Bruxelles

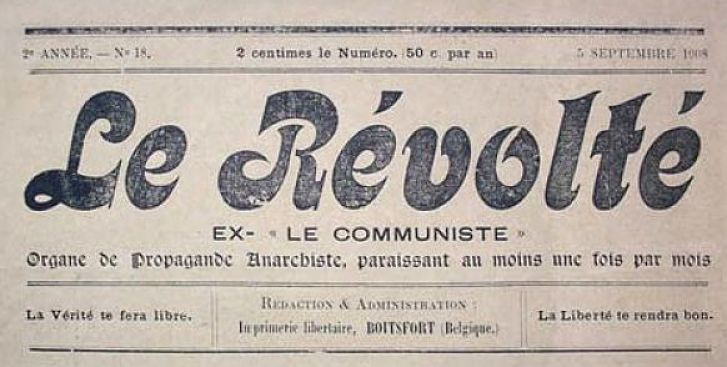
Le Révolté, Bruxelles, 1908.

Sous le même titre est édité, à l'origine par le Groupe révolutionnaire de Bruxelles, de 1907 à 1914, un « Organe de propagande anarchiste paraissant au moins une fois par mois ».
De tendance individualiste libertaire, publication de la colonie libertaire L'Expérience, le journal accueille des textes de Raymond Callemin, Francisco Ferrer, Élisée Reclus, Victor Serge, Georges Thonar, Jean De Boë, etc.,,.